# 鹽泉縣 (南通州)
鹽泉縣，唐貞觀四年以石門縣、開邊縣、朱提縣三縣置南通州，五年析置鹽泉縣以隸。八年改曰賢州，是年州廢，以石門、朱提、鹽泉置撫夷縣及開邊縣，隸戎州。在今雲南省昭通市境。。